# Pauline Chaponnière-Chaix
Pauline Chaponnière-Chaix (Genève, 1 november 1850 - aldaar, 6 december 1934) was een Zwitserse maatschappelijk werkster, verpleegkundige en feministe.

## Biografie
Pauline Chaponnière-Chaix was een dochter van Paul Chaix, een geograaf, en van Adèle Chaponnière. In 1868 huwde ze Edouard Chaponnière, een verre neef die bankier was. Nadat ze in 1878 kinderloze weduwe was geworden, wijdde haar leven aan sociaal, feministisch en humanitair werk. In 1880 werd ze diacones in Reuilly nabij Parijs in Frankrijk, wat ze gedurende 15 jaar zou blijven. Ze was actief in een tehuis voor kinderen en in de vrouwengevangenis van Doullens. Het werk aldaar was zeer veeleisend, en na twee jaar vertrok ze om directrice te worden van het meisjestehuis Les Ombrages in Versailles. In die periode behaalde ze ook haar verpleegstersdiploma. In 1893 echter trad ze terug uit haar functie als directrice om gezondheidsredenen, waarna ze terugkeerde naar Zwitserland.
In Zwitserland zette Chaponnière-Chaix zich in in de vrouwenbeweging. Zo was ze van 1902 tot 1905 voorzitster van de Union des femmes. In 1896 nam ze zo deel aan de voorbereidingen voor het eerste vrouwencongres in Genève, samen met onder andere Emma Boos-Jegher. Uit dit congres groeide drie jaar later de onder andere door Helene von Mülinen en Emma Pieczynska-Reichenbach opgerichte Bund Schweizerischer Frauenvereine (BSF), waarvan ze voorzitster was van 1904 tot 1910 en van 1916 tot 1920. In 1921 was ze voorzitster van het tweede vrouwencongres in Bern.
Chaponnière-Chaix sprak goed Frans, Duits en Engels en wist in Parijs en Genève wist ze veel contacten te leggen. Na de Eerste Wereldoorlog werd ze dan ook voorzitster van de Internationale Vrouwenraad van 1920 tot 1922. Vanaf 1922 zetelde ze in het Internationaal Comité van het Rode Kruis, waar ze zich toelegde op kwesties omtrent verpleegsters en waarvan ze vicevoorzitster was van 1930 tot 1932.

## Trivia

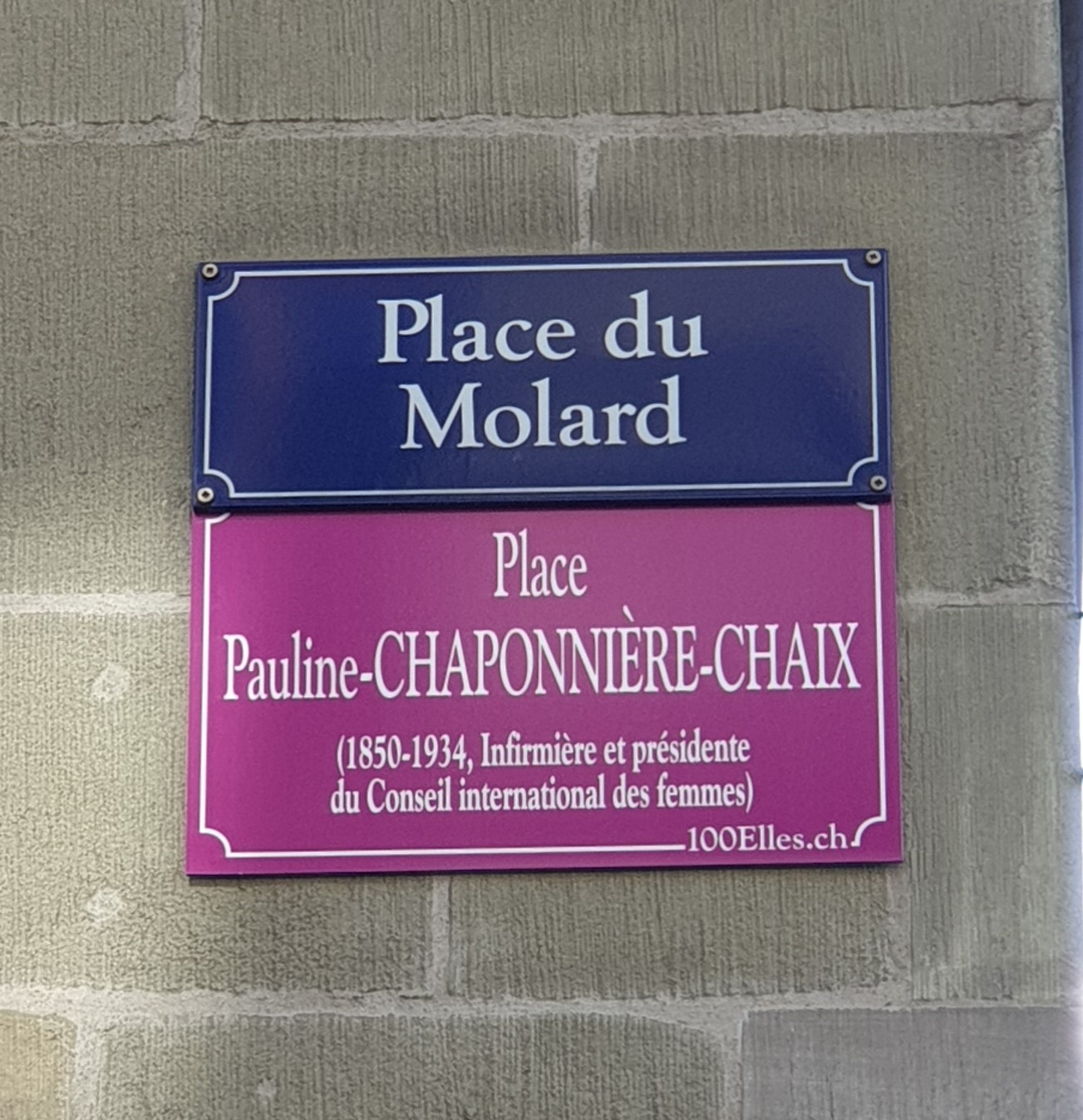
Alternatief straatnaambord van de actie 100Elles* in Genève, 2019.

- In 2019 werd in Genève door de actie 100Elles* een alternatief straatnaambord opgericht ter ere van Pauline Chaponnière-Chaix.